# دفتر (فیلم ۲۰۰۶)
«دفتر» (انگلیسی: Notebook (2006 film)) فیلمی در ژانر رمانتیک، درام، و موزیکال است که در سال ۲۰۰۶ منتشر شد.